# Bollerups distrikt
Bollerups distrikt är ett distrikt i Tomelilla kommun och Skåne län. 
Distriktet ligger sydost om Tomelilla. 

## Tidigare administrativ tillhörighet
Distriktet inrättades 2016 och utgörs av socknen Bollerup i Tomelilla kommun. 
Området motsvarar den omfattning Bollerups församling hade 1999/2000.